# Guillermo Enrique
Guillermo Nicolás Enrique (Goya, Corrientes, 24 de febrero de 2000) es un futbolista argentino. Juega como lateral derecho y su equipo actual es Alianza Lima de la Liga 1 del Perú.

## Trayectoria
Enrique entró a las inferiores de Gimnasia y Esgrima La Plata en 2016, y firmó su primer contrato con el club el 15 de septiembre de 2021. Se afianzó en el equipo titular en la temporada 2022, disputando 33 encuentros.
En julio de 2024 es presentado como nuevo jugador del Club Atlético Banfield de la Primera División de Argentina. Gimnasia cedió a préstamo al lateral derecho correntino por un año, la operación se hizo con un cargo de alrededor de 100 mil dólares y finalizado el vínculo, Banfield tendrá a favor una opción de compra por el 50% de los derechos económicos del jugador tasado en 600 mil dólares.
Para la temporada 2025, se suma al Club Alianza Lima de la Primera División del Perú, por pedido expreso del técnico Néstor Gorosito, por un plazo de un año con opción de compra.
 

## Estadísticas
Actualizado al último partido disputado el 26 de agosto de 2024.
| Club                                  | Div.          | Temporada     | Liga  | Liga  | Copas nacionales | Copas nacionales | Copas internacionales | Copas internacionales | Total | Total |
| Club                                  | Div.          | Temporada     | Part. | Goles | Part.            | Goles            | Part.                 | Goles                 | Part. | Goles |
| ------------------------------------- | ------------- | ------------- | ----- | ----- | ---------------- | ---------------- | --------------------- | --------------------- | ----- | ----- |
| Gimnasia y Esgrima La Plata Argentina | 1.ª           | 2021          | 1     | 0     | 0                | 0                | —                     | —                     | 1     | 0     |
| Gimnasia y Esgrima La Plata Argentina | 1.ª           | 2022          | 33    | 0     | 3                | 0                | —                     | —                     | 36    | 0     |
| Gimnasia y Esgrima La Plata Argentina | 1.ª           | 2023          | 17    | 1     | 13               | 0                | 4                     | 0                     | 34    | 1     |
| Gimnasia y Esgrima La Plata Argentina | 1.ª           | 2024          | 1     | 0     | 5                | 0                | 0                     | 0                     | 6     | 0     |
| Gimnasia y Esgrima La Plata Argentina | Total club    | Total club    | 52    | 1     | 21               | 0                | 4                     | 0                     | 77    | 1     |
| C.A. Banfield Argentina               | 1.ª           |               |       |       |                  |                  |                       |                       |       |       |
| C.A. Banfield Argentina               | 1.ª           | 2024          | 5     | 0     | 0                | 0                | 0                     | 0                     | 5     | 0     |
| C.A. Banfield Argentina               | Total club    | Total club    | 5     | 0     | 0                | 0                | 0                     | 0                     | 5     | 0     |
| Alianza Lima · Perú                   | 1.ª           |               |       |       |                  |                  |                       |                       |       |       |
| Alianza Lima · Perú                   | 1.ª           | 2025          | 2     | 0     | 0                | 0                | 5                     | 0                     | 0     | 0     |
| Alianza Lima · Perú                   | Total club    | Total club    | 2     | 0     | 0                | 0                | 0                     | 0                     | 0     | 0     |
| Total carrera                         | Total carrera | Total carrera | 59    | 1     | 21               | 0                | 9                     | 0                     | 82    | 1     |